# Aldabra
Aldabra je atol v západní části Indickém oceánu na Somálské pánvi, asi 650 km od africké pevniny a asi 410 km od ostrova Madagaskar. Je součástí seychelského státu, patří k Vnějším Seychelám a je součástí souostroví zvaného Aldabry. Atol je tvořen 4 samostatnými ostrovy, které obklopují vnitřní téměř uzavřenou lagunu, která je vyplněna slanou vodu. Základ povrchu tvoří asi 125 tisíc let starý korálový útes. Atol se opravdu podle geologických poznatků v minulosti nejméně šestkrát potopil a pak se zase vynořil. Díky své naprosté izolaci si mohl uchovat okouzlující přírodní svět v jeho takřka původní podobě a představuje jeden ze základů pro studium evolučních procesů. Laguna je orámovaná nepřístupnými mangrovníkovými porosty, které poskytují úkryt hnízdům tereje červenonohého a fregatek. 
Ostrov má 12 stálých obyvatel na základně La Gigi na ostrově Picard. Geografická izolovanost, obtížný terén a nedostatek vody jsou jedny z faktorů, které brání trvalému osídlení atolu a umožňují tak jeho samostatný vývoj a zachování unikátního harmonického ekosystému. Jeho velikost činí 155,4 km². Od západu k východu má 34,70 km a od jihu k severu 13,75 km. Celá plocha ostrova je pokryta vegetací, bez výrazných vrcholů. Nejvýše položený bod dosahuje 8 metrů nadmořské výšky. Střed atolu tvoří jezero se slanou vodou, který je propojen malým průlivem s oceánem.
Na ostrově se nachází druh ohrožené želvy obrovské. Dále zde žijí např. fregatky obecné. Atol je bohatý mořskou faunou, žije zde několik druhů žraloků a mnoho korálových ryb.

## Fotogalerie

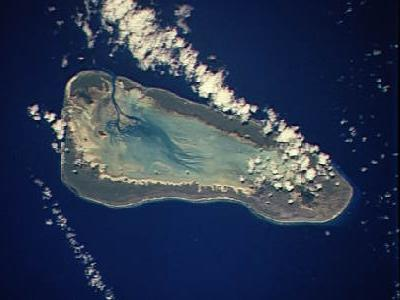
satelitní snímek ostrova
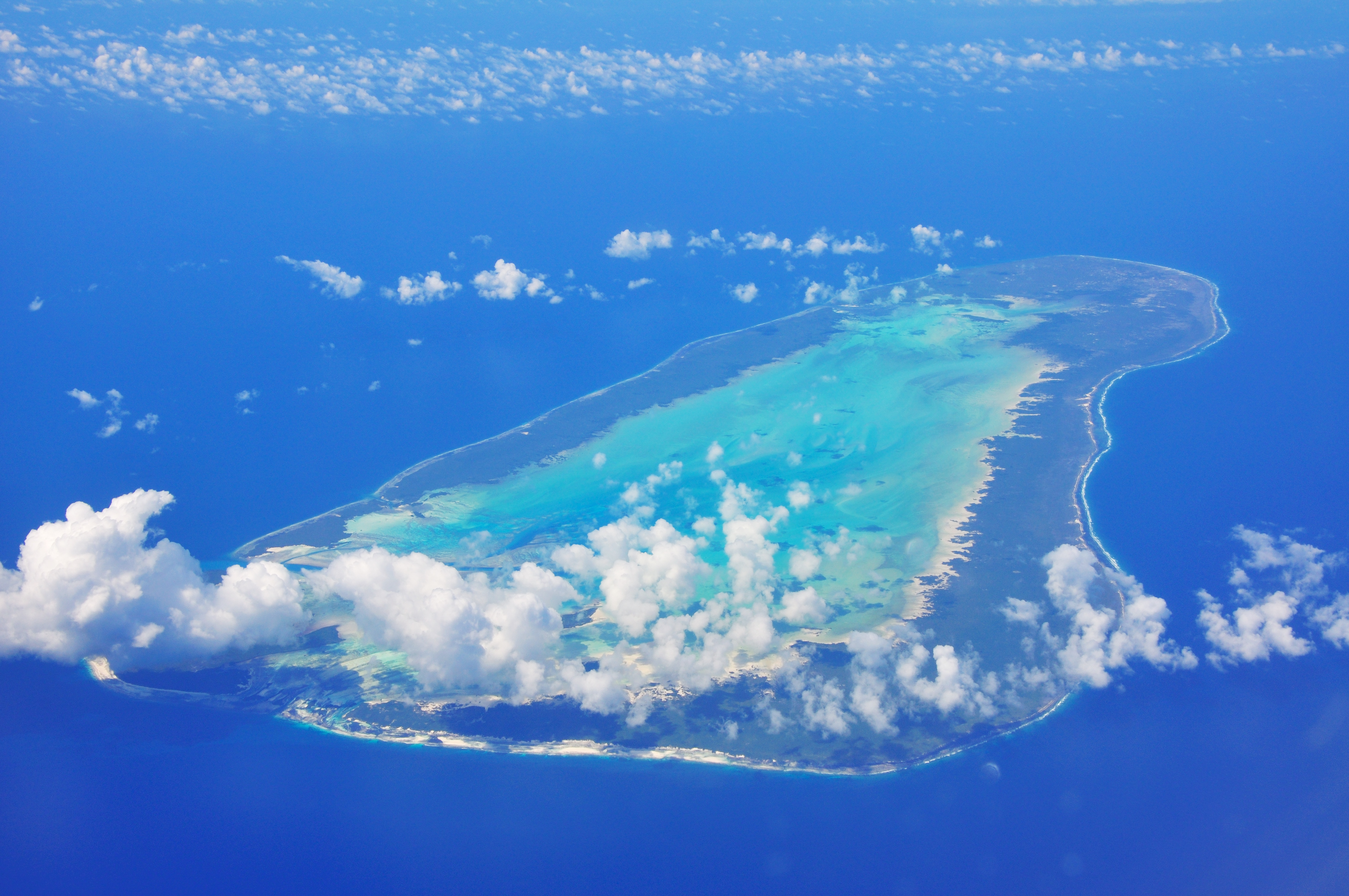
letecký snímek ostrova
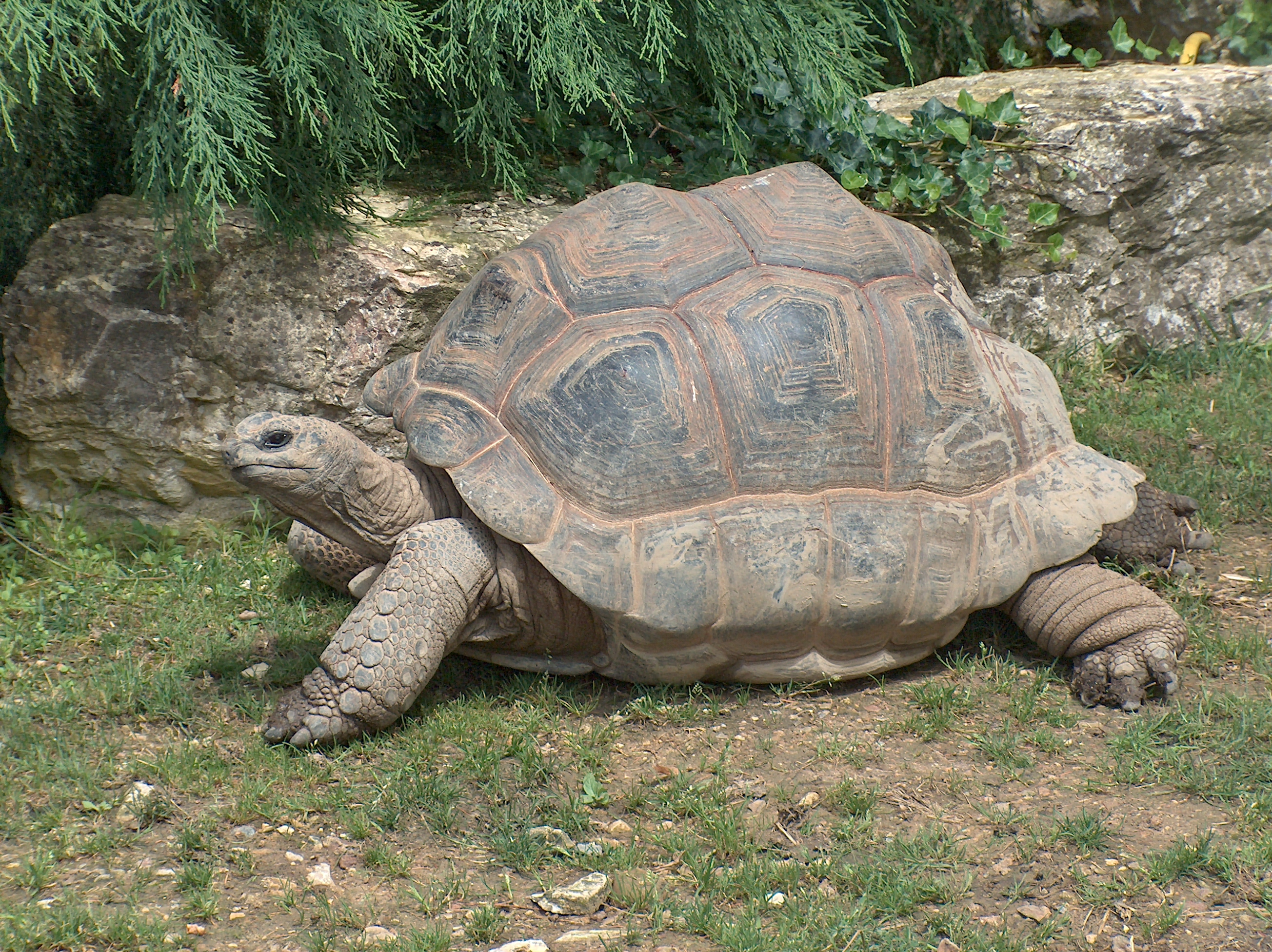
želva obrovská